# Scaunul Nocrich

„Scaunul Nocrich” în secolul al XV-lea

Scaunul Nocrich era o unitate administrativă a sașilor transilvăneni, apărută la începutul secolului al XIII-lea, care era cunoscut din 1291 sub denumirea Scaunul Alțâna (Alzener Stuhl), deoarece localitatea Alțâna (Alzen), care avea dreptul de a ține târg, a devenit reședința scaunului.
Localitățile Alțâna (Alzen) și Nocrich (Leschkirch) s-au judecat timp de 200 de ani pentru dreptul de a ține târg (Marktrecht).
În 1589, Nocrich (Leschkirch) a primit dreptul de a ține târg, devenind din 1620 (după alte surse din 1627) reședința scaunului, care din acel moment s-a numit Scaunul Nocrich (Leschkircher Stuhl). 
în 1543, localitatea Țichindeal (Ziegenthal) a fost desființată oficial, deși era încă din secolul XII era o localitate medievală părăsită. Mai târziu, satul a fost repopulat. 
Dreptul de a strânge zeciuiala de pe Pământul Crăiesc era valabil pentru toate cele 12 obști/comune ale Saunului.

## Începuturile colonizării

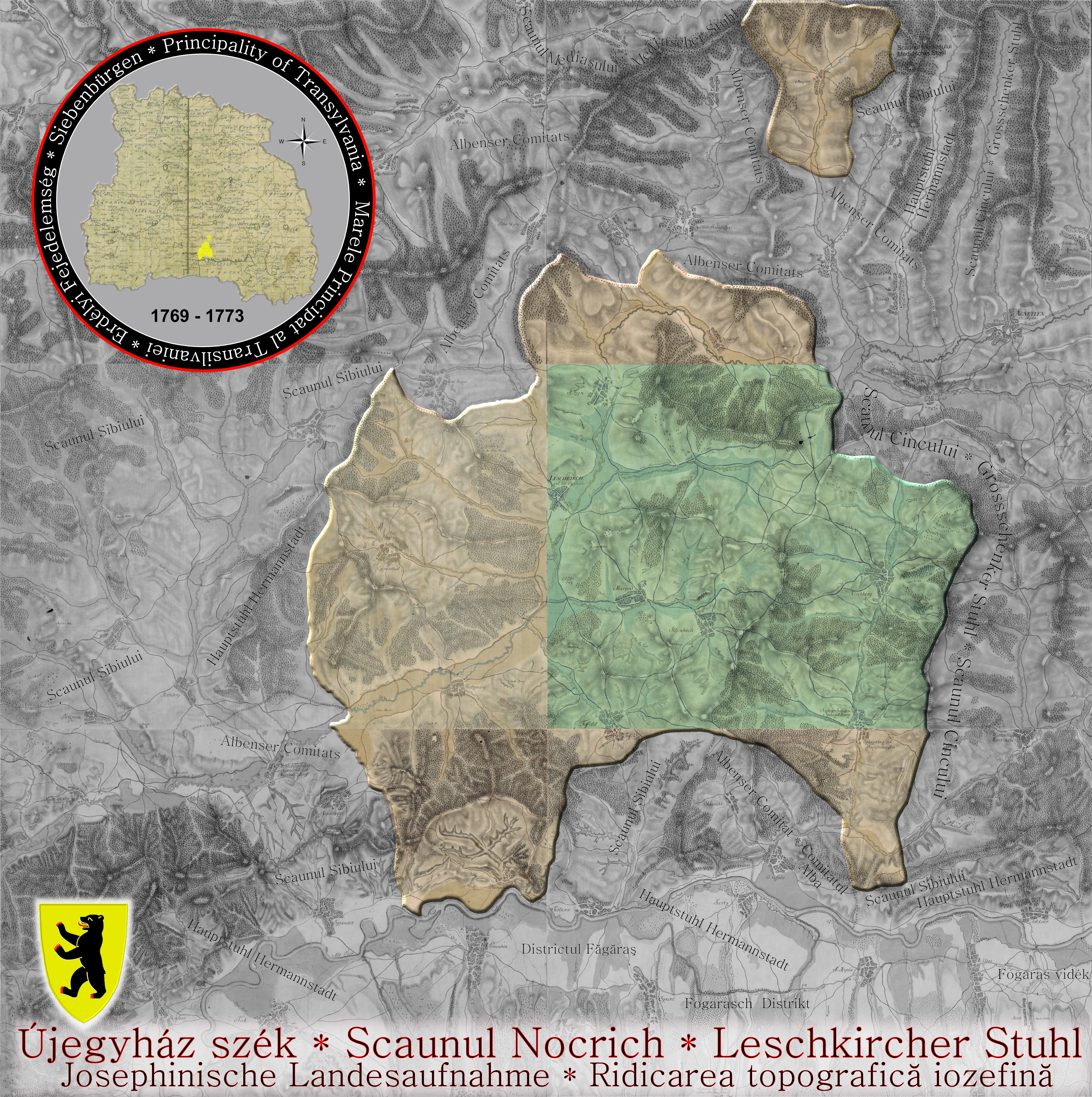
Scaunul Nocrich în Harta Iosefină a Transilvaniei, 1769-73

Istoricul Friedrich Teutsch consideră că începutul colonizării capitulului Nocrich a avut loc înainte de anul 1200, primele localități vizate în acest sens fiind Ațâna, Chirpăr și Nocrich, urmate de Cornățel, Găinari, Hosman, Marpod, Săsăuși și Țichindeal.
Câteva localități aparținătoare de organismul administrativ „Două Scaune”, apar în documentele nobiliare încă înainte de anul 1283, fără a exista un indiciu că ar fi fost populate de sași. Sunt menționate în 1263 localități în care prezența sașilor nu este atestată: „Wiz”, „Munora”, „Hassach” și „Nogrech(Nocrich?)”, așezări care ajung în proprietatea lui Jula, fiul banului Ladislau. Walter Scheiner precumm și autorii culegerii de documente istorice referitoare la sași „Urkundenbuch, vol.I” sunt de părerea că „Nogrech” ar fi așezarea Nocrich. Th.Nägler susține imposibilitatea trecerii localității împreună cu celelalte trei în stăpânire nobiliară după 100 de ani de la colonizarea săsescă, cu toate că, sporadic, unele sate izolate sau chiar mai multe împreună au urmat aceste mutații doar temporar. Mai mult de atât este improbabil ca viitorul centru scăunal aflat în vechiul nucleu al provinciei Sibiului să fi fost posesiune nobiliară. Chiar dacă Nogrech este sediul scaunului cu același nume, susține Th.Nägler, dania făcută de Ștefan I, „rex junior”, nu menționeză nimic despre vreo populație săsească în teritoriul celor „Două Scaune”.

## Domenii aparținătoare

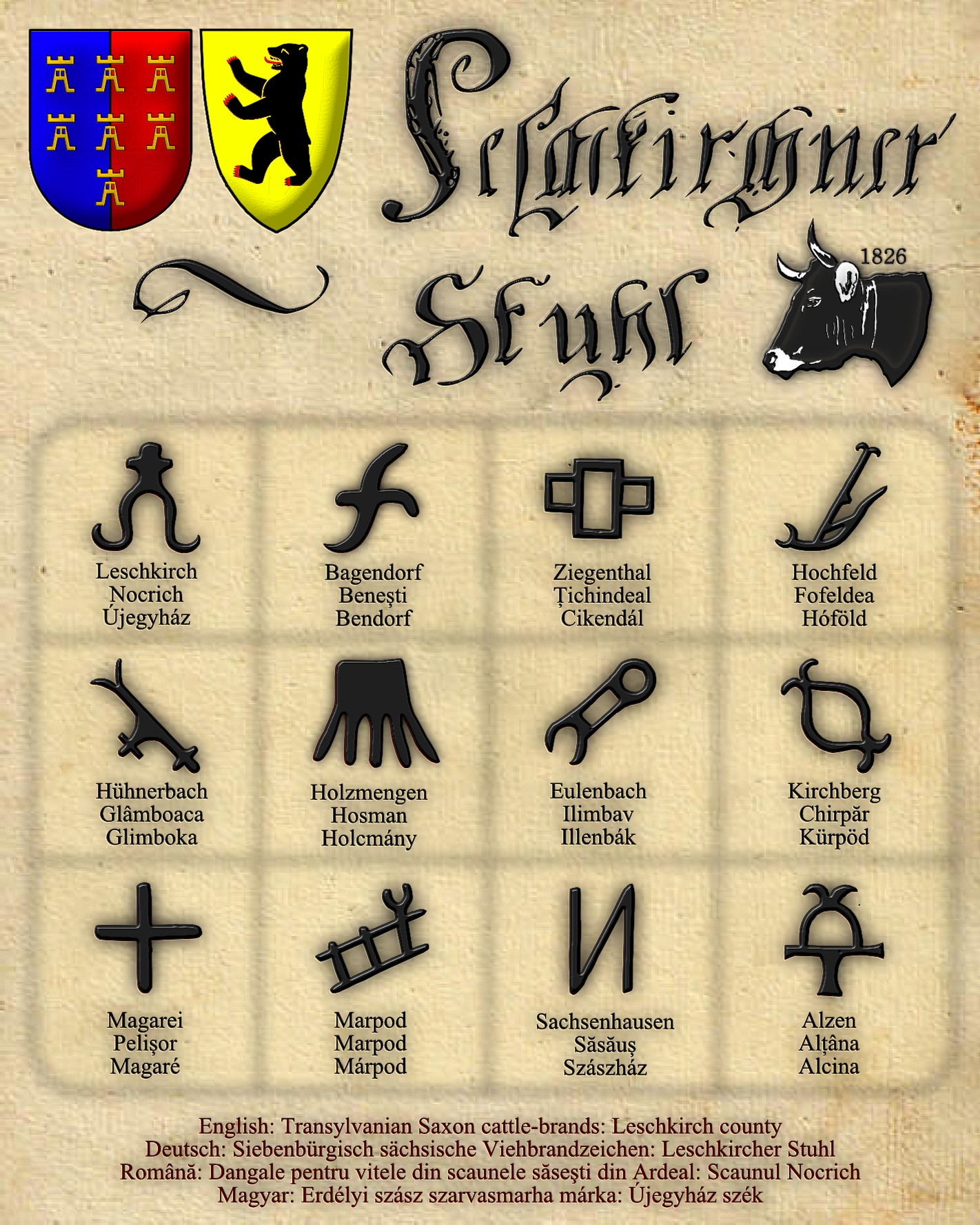
1826 - Dangale pentru vitele din „Scaunul Nocrich”

Scaunul Nocrich (Leschkircher Stuhl) avea în componență următoarele localități:
- Alțâna, în germană Alzen, în maghiară Alcina.
- Benești/Bendorf, în germană Bägendorf, în maghiară Bendorf.
- Chirpăr, în germană Kirchberg, în maghiară Kürpöd.
- Fofeldea, în germană Hochfeld, în maghiară Hófäöld/Fóföld.
- Glâmboaca, în germană Hühnerbach, în maghiară Glimboka.
- Hosman, în germană Holzmengen, în maghiară Holcmany.
- Ilimbav, în germană Eulenbach/Illenbach, în maghiară Illenbák.
- Marpod, în germană Marpod, în maghiară Márpod.
- Nocrich/Gara Petru Luciu, în germană Leschkirch, în maghiară Újegyház.
- Pelișor/Magarei, în germană Magarei, în maghiară Magaré.
- Săsăuș, în germană Sachsenhausen, în maghiară Szásház.
- Țichindeal, în germană Ziegenthal, în maghiară Cikendál